# Life Under the Gun
Life Under the Gun (englisch Leben unter Druck) ist das erste Studioalbum der US-amerikanischen Hardcore-Punk-/Alternative-Rock-Band Militarie Gun. Das Album erschien am 23. Juni 2023 via Loma Vista.

## Entstehung
Sänger Ian Shelton bezeichnete die Entstehungsgeschichte des Albums als „intensiv“. Das Ziel war es, ein Album zu schreiben, das sich wie ein Classic-Rock-Album anfühlt. Die Musiker versuchten dabei, die Elemente des Hardcore weniger aggressiv zu gestalten, während die Elemente aus anderen Genres aggressiver gestaltet wurden. Alles sollte sich in der Mitte treffen, allerdings nicht als Kompromiss, sondern als Vision. Das Debütalbum sollte eine Verschmelzung aus Hardcore und Popmusik werden, da beide Genres Sheltons Obsessionen sind.

„Ich wollte es so gestalten, dass engstirnige Menschen verwirrt werden. In erster Linie will ich Musik schreiben, die sich für mich am interessantesten klingt. Es ist aber schön, wenn ich als Nebenprodukt die kleinkarierten ärgere.“

Aufgenommen wurde Life Under the Gun innerhalb von zwei Tagen in den 606 Studios in Los Angeles, welches der Band Foo Fighters gehört. Die Möglichkeit, dort aufzunehmen, ergab sich durch Kontakte des Produzenten Taylor Young. Die Foo Fighters arbeiteten gleichzeitig an ihrem Film Studio 666, so dass sich die Musiker nicht getroffen haben. Ian Shelton spielte bei einigen Lieder die zwölfsaitige Akustikgitarre des Foo-Fighters-Sängers Dave Grohl. Das Lied Big Disappointment, welches ursprünglich auf der EP All Roads Lead to the Gun II erschien, wurde für das Debütalbum nochmals aufgenommen. Das Lied Very High wurde bereits für die im Jahre 2021 erschienene EP All Roads Lead to the Gun I aufgenommen, aber nicht verwendet. Laut Ian Shelton hätte Taylor Young damals gelacht und meinte, dass das Lied fürchterlich klingen würde.
Insgesamt nahm die Band das Album dreimal instrumental als Demoversion auf, bevor beim vierten Mal der Gesang dazukam. Gemischt wurde das Album von Mark Needham, während Philip Odom als Toningenieur fungierte. James Goodson von der Band Dazy und Matty Morand von der Band Pony steuerten Hintergrundgesänge bei. Für die Lieder Do It Faster, Very High und Never Fucked Up Once wurden Musikvideos veröffentlicht. In Zusammenarbeit mit dem US-amerikanischen Musikmagazin Revolver erschien das Album auf einer auf 500 Exemplare liminierte LP-Variante.

## Hintergrund
Die Lieder auf Life Under the Gun handeln von den Lebenserfahrungen des Sängers Ian Shelton, der um Abhängigkeiten herum aufwuchs. Beide Elternteile waren betroffen und Shelton besuchte als Kind häufig Treffen der Anonymen Alkoholiker mit seiner Mutter. Darüber hinaus geht es darum, welchen Einfluss diese Erfahrungen dabei hatten, wie Shelton mit anderen Menschen umging.

„Was ich versuche ist, etwas sinnvolles zu sagen durch eine absurde Menge von Melodrama. Ich wollte wirklich, dass es zur Hälfte wie ein Actionfilm und zur anderen Hälfte wie ein ungefiltertes Tagebuch klingt.“

Do It Faster handelt von Ian Sheltons eigener Ungeduld und der qualvollen Zeit des Wartens, bis sich Dinge materialisieren. Bevor er sich entschließt, die Dinge selbst in die Hand zu nehmen, fleht er die Welt an, sich doch schneller zu drehen. Very High beschäftigt sich mit dem „peinlichen Gefühl, wie man wahrgenommen wird“. Ian Shelton erklärte, dass wenn jemand etwas Negatives zu ihm oder über ihn sagt, neigt er daz zu glauben, was diese Person sagt. Es wäre ein niemals endender Kreislauf ohne Lösung außer man gibt auf oder macht weiter. Will Logic handelt von dem Moment, in dem man realisiert, dass man von einer anderen Person ausgenutzt wird. Die betroffene Person entscheidet sich, dies nicht geschehen zu lassen. Sänger Ian Shelton bezeichnete das Lied als „pure Bosheit“.
In My Friends Are Having a Hard Time geht es darum, wie Sänger Ian Shelton in kreativer Hinsicht erfolgreich ist, aber gleichzeitig beobachtet, wie Freunde von ihm durch intensive Notsituationen gehen und Shelton sich deshalb schuldig fühlt. Seizure of Assets handelt davon, wie Ian Sheltons Auto eines Tages von der Stadtverwaltung abgeschleppt wurde, weil er zuviele StrafNever Fucked Up Once befasst sich mit dem Thema Reue, während es beim folgenden Lied Big Disappointment um Vergebung geht. In Sway Too geht es um eine Person, die zunächst die eigene Verantwortung leugnet, aber später seine Schuld akzeptiert. Die Person fragt sich, welchem dieser beiden Emotionen er trauen kann.

## Rezeption
Ethan Beck vom US-amerikanischen Magazin Paste beschrieb Life Under the Gun als „unnachgiebigen und infektiösen Maßstab im Hardcore“. Das Album enthält „einige der vitalsten Rocksongs des Jahres“. Life Under the Gun ist ein „absurd starkes Debüt, welches mit Leichtigkeit zwischen ankernden Schlagzeug, klirrenden Gitarren und explosiven Refrains hin- und herspringt“. Beck vergab 8,4 von zehn Punkten. Mischa Pearlman vom britischen Magazin Kerrang schrieb, dass Militarie Gun „ein Händchen für kantige, aber wahnsinnig einprägsame Melodien haben“ und hob die Verletzlichkeit hervor, die im Hardcore selten gezeigt wird. Militarie Gun wären „eine der interessantesten, vitalsten und originellsten Punkband der Gegenwart“, wofür Pearlman vier von fünf Punkten vergab.
Auf der Website Metacritic erhielt Letter to Self eine durchschnittliche Bewertung von 85 Punkten. Bei den Heavy Music Awards 2024 wurde Life Under the Gun in der Kategorie Best Album nominiert. Der Preis ging jedoch an Sleep Token.